# Liposthey
Liposthey ist eine französische Gemeinde mit 591 Einwohnern (Stand 1. Januar 2022) im Département Landes in der Region Nouvelle-Aquitaine (vor 2016: Aquitanien). Sie gehört zum Arrondissement Mont-de-Marsan und zum Kanton Grands Lacs.
Der Name in der gascognischen Sprache lautet Lipostèir. Er leitet sich aus dem Lateinischen lucu posteriu (deutsch Zollposten) des Mittelalters ab.
Die Einwohner werden Lipostheyais und Lipostheyaises genannt.

## Geographie
Die Gemeinde Liposthey liegt in den Landes de Gascogne, dem größten Waldgebiet Westeuropas, ca. 60 Kilometer nordwestlich von Mont-de-Marsan in der historischen Provinz Gascogne am nördlichen Rand des Départements.
Umgeben wird Liposthey von den Nachbargemeinden:
|        | Saugnac-et-Muret                            |        |
| Ychoux | Kompassrose, die auf Nachbargemeinden zeigt | Pissos |
| Lüe    | Labouheyre                                  |        |

Liposthey liegt in den Einzugsgebieten der Eyre und des Küstenflusses Courant de Mimizan.
Der Ruisseau des Forges, auch Ruisseau du Moulin de Pin genannt, ist ein Nebenfluss des Courant de Mimizan und entspringt in Liposthey. Er durchquert das Gebiet der Gemeinde ebenso wie seine ebenfalls in Liposthey entspringenden Zuflüsse, der Ruisseau du Basque und sein Nebenfluss, der Barade de la Commune, auch Barade du Treytin genannt.
Ein Nebenfluss der Eyre, der Ruisseau du Mourcaou, entspringt in Liposthey so auch sein Zufluss, der Ruisseau du Braou, auch Barade du Poutou genannt.
Der Barade de Citran, ein Zufluss des Barade Neuve de Labaste, entspringt gleichfalls auf dem Gebiet der Gemeinde.

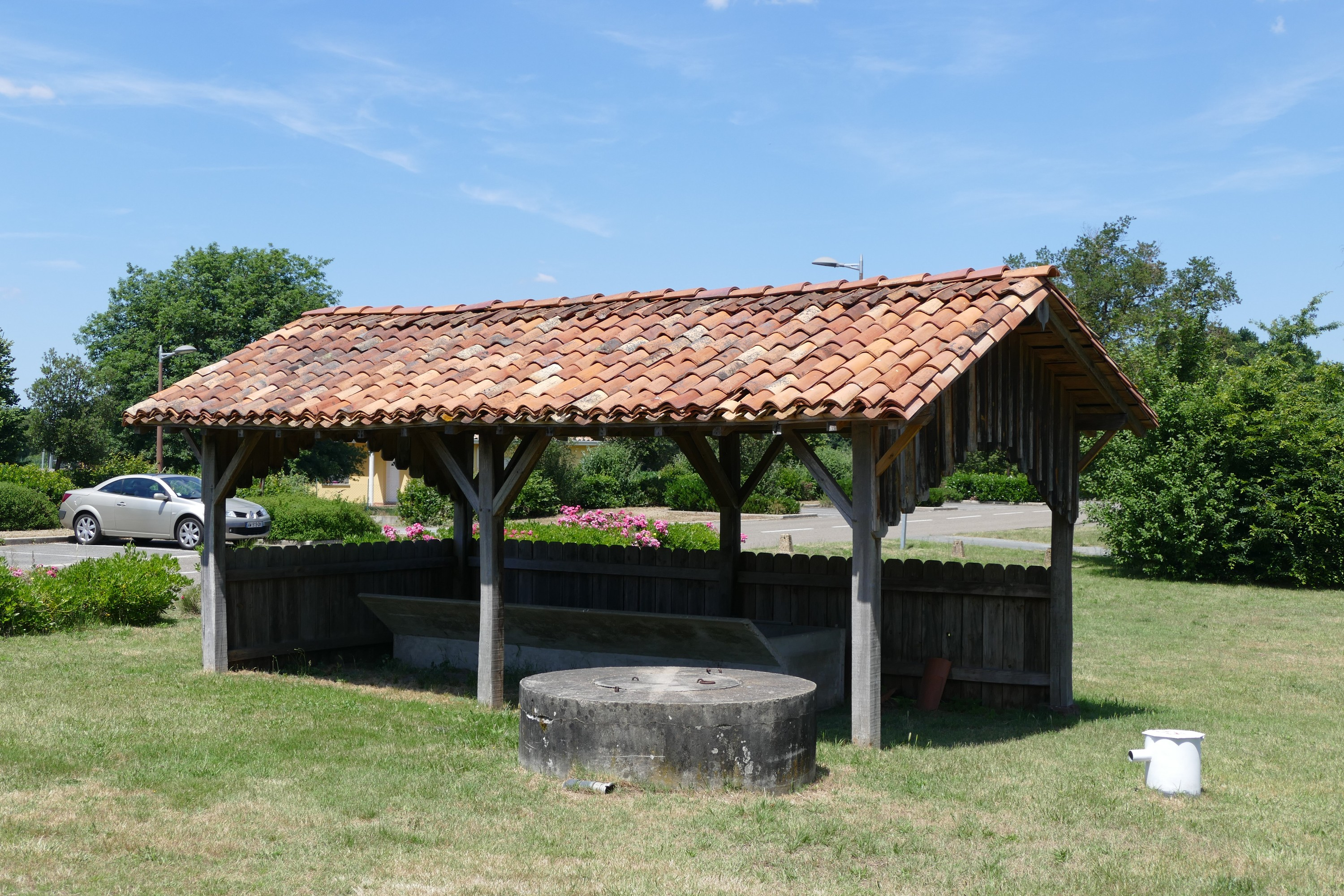
Waschhaus

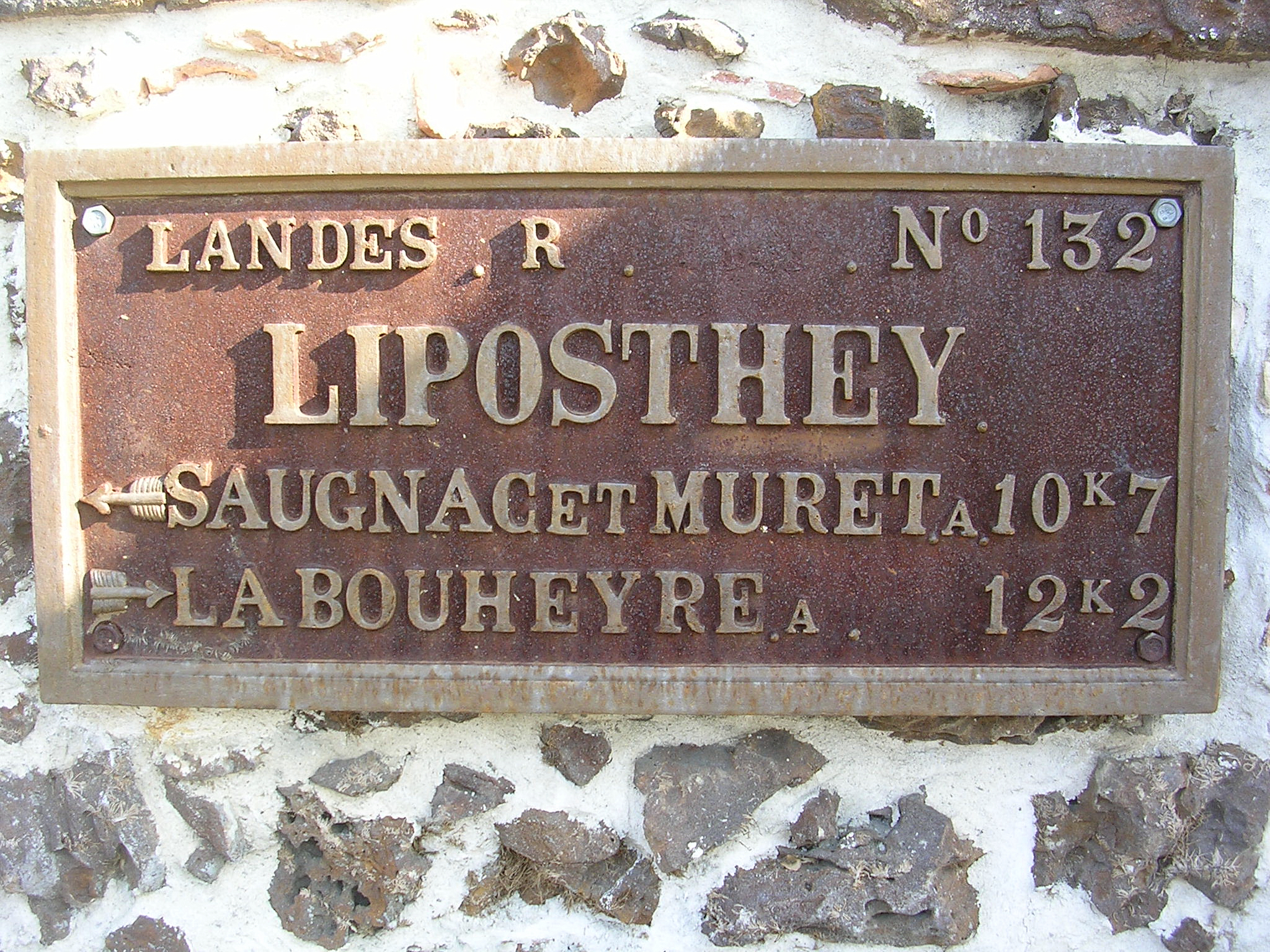
Straßenschild

## Geschichte
Seit der Antike war Liposthey ein Etappenort an der Straße von Bordeaux nach Dax. In der Folge verlief die Strecke als königliche Landstraße von Bordeaux nach Bayonne. 1464 wurde eine Poststation eingerichtet. Das Dorf erscheint auf der Karte der Jakobswege nach Santiago de Compostela aus dem Jahre 1648. Zu dieser Zeit kamen Pilger auf der Via Turonensis an Liposthey vorbei, die von einem Hospital empfangen wurden. Während des Mittelalters war Liposthey ein Zollposten und verdankte ihm seinen Namen. Nach der Französischen Revolution war Liposthey ohne vorherige Abstimmung der Nachbargemeinde Pissos angegliedert. Die lokalen Politiker wehrten sich für eine Unabhängigkeit und nach zahlreichen Behördengängen und Verhandlungen erlangte Liposthey seine Autonomie im Jahre 1859 unter der Regentschaft des französischen Kaisers Napoleon III. Im Laufe der zweiten Hälfte des 19. Jahrhunderts wurde die traditionelle Landnutzung in Form von Feldbau und Naturweidewirtschaft, die die lokale Wirtschaft geprägt hatten, nach und nach zurückgedrängt. Das Gesetz vom 19. Juni 1857 sah die Entwässerung der Landes und Anpflanzung von See-Kiefern vor und bildete somit eine Wende in der Geschichte der Region. Die lokale Wirtschaft orientierte sich fortan an der industriellen Nutzung des Baumharzes und des Holzes. Im 19. Jahrhundert besaß Liposthey eine von zwanzig Stationen des frankreichweiten optischen Telegrafennetzes, dessen Technik von Claude Chappe entwickelt worden war. Die Station wurde 1822 auf einem viereckigen Turm installiert, der heute nicht mehr existiert. Bis zum ersten Drittel des 20. Jahrhunderts wurden jeden Montag in der Gemeinde bedeutende Wochenmärkte abgehalten. Die Händler kamen aus dem ganzen Département und sogar aus Bordeaux und La Teste-de-Buch.
Liposthey besaß einen Haltepunkt an der Eisenbahnlinie der Compagnie des voies ferrées des Landes, die Ychoux mit Moustey verband. Das Teilstück zwischen Ychoux und Pissos wurde am 27. Oktober 1890 eröffnet, das weitere Teilstück nach Moustey am 13. August 1905. Aufgrund fehlender Wirtschaftlichkeit wurde am 15. September 1939 der Personenverkehr auf der nicht elektrifizierten, einspurigen Strecke kurzzeitig eingestellt, von 1940 bis 1950 aber weiter betrieben, um die kriegsbedingten Lücken im Eisenbahnnetz auszugleichen. Der Güterverkehr wurde schließlich am 1. September 1979 eingestellt.

### Einwohnerentwicklung
Nach einem ersten Höchststand der Einwohnerzahl in der zweiten Hälfte des 19. Jahrhunderts von 380 sank die Größe der Gemeinde in der Folgezeit bei kurzen Erholungsphasen bis zu den 1960er Jahren auf rund 160 Einwohner, bevor eine robuste Wachstumsphase einsetzte, die die Gemeindegröße auf über 500 Einwohner hob.
| Jahr      | 1962 | 1968 | 1975 | 1982 | 1990 | 1999 | 2006 | 2010 | 2022 |
| --------- | ---- | ---- | ---- | ---- | ---- | ---- | ---- | ---- | ---- |
| Einwohner | 173  | 163  | 206  | 251  | 302  | 323  | 387  | 438  | 591  |

## Sehenswürdigkeiten

### PfarrkircheSaint-Pierre

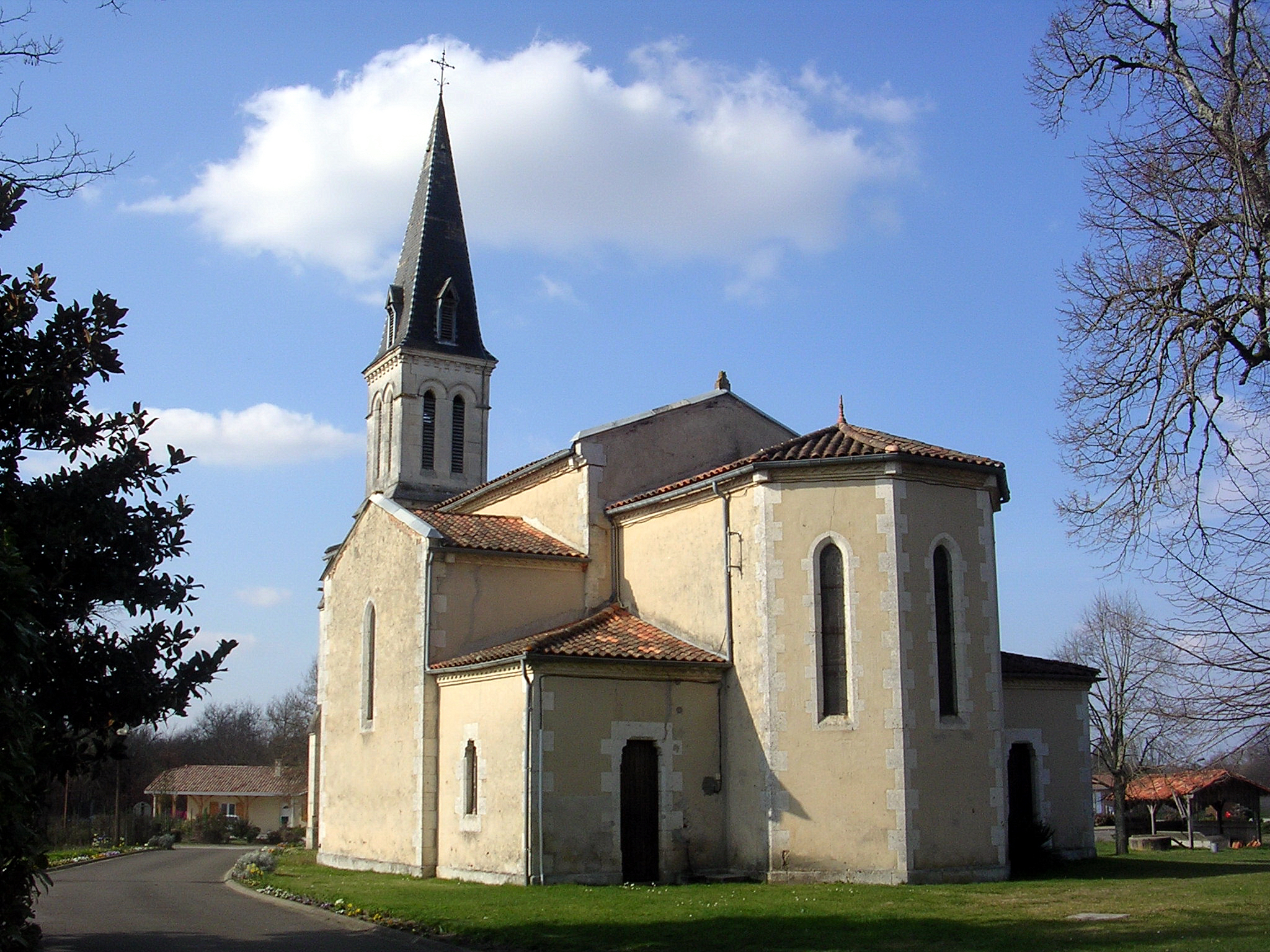
Pfarrkirche Saint-Pierre

Die dem Apostel Petrus geweihte Pfarrkirche wurde um 1868 neu errichtet. Ihr Langhaus birgt ein Kirchenschiff, das in einem Chor in einer dreiwandigen Apsis verlängert wird, die niedriger als das Langhaus gebaut wurde. Zwei Seitenkapellen bilden ein falsches Transept. Die Innenräume sind mit Kreuzrippengewölben ausgestattet, die auf Säulen ruhen. Im Westen ragt der Glockenturm mit der Vorhalle im Erdgeschoss vor dem Langhaus in die Höhe. Er wird bekrönt mit einem Helm, der mit Schiefer gedeckt ist.
Alle Ausstattungsgegenstände sind in der gleichen Zeit oder nur wenig später als der Neubau der Kirche entstanden. Fünf Glasfenster sind Werke des Glasmalers Henri Feur aus Bordeaux, die 1893 entstanden sind. In vielpassförmigen Medaillons vor geometrischen und pflanzlichen Ornamenten im Hintergrund werden der Apostel Petrus, Jakobus der Ältere, die heilige Anna, der heilige Vinzenz von Paul und Maria dargestellt.

## Wirtschaft und Infrastruktur

### Bildung
Die Gemeinde verfügt über eine öffentliche Vor- und Grundschule mit 73 Schülerinnen und Schülern im Schuljahr 2017/2018.

### Verkehr
Liposthey ist erreichbar über die Routes départementales 10E und 43.
Die Autoroute A63, genannt Autoroute des Landes, durchquert das Gemeindegebiet. Die nahe gelegene Ausfahrt 17 bedient die Gemeinde.